# 鐵窗紅淚
《鐵窗紅淚》（英語：Caged）是一部於1950年上映的黑色电影。該片由約翰·克倫威爾執導，並由埃莉诺·帕克、阿格妮絲·摩爾海德、貝蒂·加爾德、荷蒲·愛默生和艾倫·科比主演。它入圍三項奥斯卡金像奖。
這部電影講述了一對新婚夫婦因搶劫罪名而入獄的故事。她被監禁時的殘酷經歷以及丈夫的殺害使她從一個溫柔、天真的女人變成了一個老練的罪犯。《鐵窗紅淚》改編自貝爾納·C·施費德和維吉尼亞·凱洛格的故事《沒有男人的女人》。

## 演員
- 埃莉诺·帕克 飾 瑪麗·艾倫
- 阿格妮絲·摩爾海德（英语：Agnes Moorehead） 飾 露絲·本頓
- 艾倫·科比（英语：Ellen Corby） 飾 艾瑪·巴伯
- 荷蒲·愛默生（英语：Hope Emerson） 飾 伊芙琳·哈珀
- 貝蒂·加爾德（英语：Betty Garde） 飾 凱蒂·史塔克
- 希拉·麦克雷 飾 海倫
- 珍·史泰玲 飾 傑塔·科夫斯基
- 李·帕特里克（英语：Lee Patrick (actress)） 飾 埃爾維拉·鮑威爾
- 簡·達威爾 飾 單人監獄護士長
- 格特魯德·霍夫曼（英语：Gertrude Hoffmann (actress)） 飾 米莉
- 奧莉維·迪林（英语：Olive Deering） 飾 朱妮·羅伯茨
- 格特魯德·邁克爾（英语：Gertrude Michael） 飾 喬治亞·哈里森

## 評價
1950年，《綜藝》給予《鐵窗紅淚》主要正面的褒貶不一評價。這本在電影業歷史悠久、廣為閱讀的商業報紙認為，電影可能會在「一般市場」中掙扎，將其歸類為「仍然累加非常單調的娛樂」的「冷酷無情的因果研究」。儘管如此，《綜藝》幾乎讚賞近乎電影製作的每一各方面，包括導演、剪輯、佈景、音樂和演員表演，尤其是帕克和愛默生的演技：
劇情為埃莉諾·帕克提供一個需要完全釋放自我的有聲有色的女同性戀角色，她以非常可觀的演技來飾演它。還有其他出色的表演...所有表演都與所描述的類型保持一致，而最豐富多彩的則是荷蒲·愛默生飾演的虐待狂監獄長。
……約翰·克倫威爾的執導和傑瑞·沃爾德的監製給出相當清晰地描繪了監獄生活的煩躁，以及在絕望環境中非常堅強的囚犯它。囚犯中有上流社會和下流社會，這是一本基於犯罪和定罪的明確藍圖。

……卡爾·古斯里的藝術指導，佈景指導和鏡頭都強調了監獄生活的嚴峻。剪輯將鏡頭保持在96分鐘做得很好，並且有一個Max Steiner配樂與作品的情境相契合。
另一位美國評論家《電影公報》於1950年對《鐵窗紅淚》給予了很高的評價。這本稱自己「獨立電影貿易論文」的紐約周刊主張電影故事情節的「悲傷絕望的氛圍」至少有一些鮮明的對比，那它「鮮明且扣人心弦」的社會評論會更加有力。《電影公報》觀察《鐵窗紅淚》「是懲戒性機構，而《蛇穴》是心理性機構，《失去的週末》則是關於酗酒。」

在後期的影評，影評人伊曼紐爾·利維於2007年同樣給予好評？：
……情節劇大師約翰·克倫威爾簡潔的導演風格，從他在女性佔優勢的演員勸誘出傑出演技……《鐵窗紅淚》
在具有社會意識的戲劇（及叫醒電話）且利用和所屬不清古怪搞笑的票價之間走出了一線之隔。。
2014年，《萊納德·馬爾汀電影指南》給這部電影三顆星（滿分四課），還稱它總體有著「赤裸」而「傑出」的演技。

## 獎項
提名
- 最佳女主角：埃莉诺·帕克
- 最佳女配角：荷蒲·愛默生
- 最佳寫作（故事和劇本）：貝爾納·C·施費德（英语：Bernard C. Schoenfeld）、維吉尼亞·凱洛格（英语：Virginia Kellogg）

## 外部鏈接
- 美国电影学会目录上的《鐵窗紅淚》（英文）
- 互联网电影数据库（IMDb）上《鐵窗紅淚》的资料（英文）
- AllMovie上《鐵窗紅淚》的资料（英文）
- TCM电影资料库上《鐵窗紅淚》的资料（英文）
- 爛番茄上《鐵窗紅淚》的資料（英文）
- YouTube上的《鐵窗紅淚》電影預告